# Čelákovice (tvrz)
Tvrz v Čelákovicích (okres Praha-východ) patří k nejzachovalejším tvrzím ve středních Čechách. Stojí na ostrohu nad labským ramenem v blízkosti kostela Nanebevzetí Panny Marie. Je chráněna jako kulturní památka České republiky.

## Historie
Tvrz byla vybudována v místech bývalého slovanského hradiště kolem roku 1300. Prvními známými majiteli byli nobilitovaní pražští patricijové: Rokycanští z Okoře (ve 14. století) a rytíři z Cách. Po roce 1420 získal Čelákovice Beneš z Vartenberka, jenž je postoupil své sestře provdané za Alše Škopka z Dubé. Někdy v té době byla tvrz vypálena, podle nejnovější literatury roku 1421 husitskými vojsky. Dalšími majiteli byli Bohuněk z Klinštejna (1443–1456), páni z Michalovic (1456–1468) a Tovačovští z Cimburka. Roku 1483 zdědila Čelákovice vdova po Janovi Tovačovském Johanka z Krajku. Majetkem Krajířů z Krajku byly do roku 1547, kdy byl Arnošt za účast ve stavovském povstání potrestán konfiskací části majetku. Čelákovice se staly královským komorním městečkem, tvrz ztratila význam. Posléze ji koupil císařský úředník na komorních velkostatcích Jan Habartický z Habartic, který ji rozšířil a přestavěl a pro celý komplex začal používat název Hradištko a později Hrádek (přestavba byla dokončena roku 1578). Za třicetileté války byly Čelákovice několikrát zpustošeny při průchodech císařských, saských i švédských vojsk. Od roku 1593 došlo ještě k několika výměnám majitelů (Marie Magdaléna Trčková z Lípy, Alexandr Jošt Haugvic z Biskupic, Jindřich Jan Varlejch z Bubna, Maxmilián z Valdštejna aj.), až v roce 1665 koupila komplex Hrádku královská komora a byl připojen k brandýskému panství. Budovy byly nadále užívány k hospodářským účelům, mj. jako hostinec.
Od roku 1949 využívá prostory tvrze Městské muzeum v Čelákovicích. Sbírkový fond tvoří přírodovědné, archeologické a historické sbírky se zaměřením na region středního Polabí. Mezi významné exponáty patří zlatá záušnice z pravěkého sídliště v Toušeni (nejstarší doklad užití zlata u nás z období pozdní doby kamenné), keramická obličejová maska z doby bronzové nalezená v Ostrově-Zápech nebo vzácné nálezy ze Staré Boleslavi.

## Popis
Goticko-renesanční tvrz tvoří dvě k sobě přilehlé budovy obdélníkového půdorysu. Původní gotická tvrz zaujímala dnešní jižní křídlo, které však bývalo o patro vyšší (ke snížení došlo v roce 1730 kvůli špatnému stavu budovy). Koncem 15. století byla tvrz rozšířena o severní patrový trakt, v 16. století při přestavbě přibyla hospodářská budova a ohradní zeď s branami. Úpravami v 19. století budova ztratila charakter tvrze, zejména probouráním a rozšířením oken. Rekonstrukcí z let 1973-82 se tvrzi vrátila její renesanční podoba. Hlavní budova je nyní opět ozdobena psaníčkovým sgrafitem.